# Louviers
Louviers es una localidad francesa del departamento de Eure, en Normandía. Se encuentra a 100 km de París y a 30 de Ruan, la capital regional. Su altura sobre el nivel del mar oscila entre los 11 m y los 149 m, con un promedio de 15 m. Ocupa un área de 27,06 km² y cuenta con una población de 18.648 habitantes (2017), lo que representa una densidad poblacional de 670 habitantes por km².

## Demografía
| 9 520 | 6 819 | 8 472 | 9 892 | 9 998 | 9 927 | 10 295 | 10 577 | 10 611 | 10 841 | 11 707 | 11 360 | 10 973 | 10 753 | 10 553 | 9 979 | 10 199 | 10 219 | 10 302 | 10 209 | 10 345 | 10 340 | 10 357 | 10 239 | 9 624 | 10 746 | 13 160 | 15 326 | 18 333 | 19 000 | 18 658 | 18 328 | 18 120 |
| Para los censos de 1962 a 1999 la población legal corresponde a la población sin duplicidades (Fuente: INSEE [Consultar]) |       |       |       |       |       |        |        |        |        |        |        |        |        |        |       |        |        |        |        |        |        |        |        |       |        |        |        |        |        |        |        |        |

## Lugares y monumentos
Su iglesia, Notre Dame, tiene partes que datan del siglo XIII. Louviers también es conocida por su Musée des décors de Théâtre, d'Opéra et de Cinéma.

## Personajes vinculados
El organista y compositor Maurice Duruflé (11 de enero de 1902-16 de junio de 1986) nació en Louviers. El destacado político Pierre Mendès France (11 de enero de 1907-18 de octubre de 1982) fue alcalde de esta localidad.

## Ciudades hermanas
- Weymouth y Pórtland, Inglaterra
- Holzwickede, Alemania